# Jeff Chychrun
Jeffrey "Jeff" Chychrun, född 3 maj 1966, är en kanadensisk före detta professionell ishockeyback som tillbringade åtta säsonger i den nordamerikanska ishockeyligan National Hockey League (NHL), där han spelade för ishockeyorganisationerna Philadelphia Flyers, Los Angeles Kings, Pittsburgh Penguins och Edmonton Oilers. Han producerade 25 poäng (tre mål och 22 assists) samt drog på sig 744 utvisningsminuter på 262 grundspelsmatcher. Chychrun spelade också för Hershey Bears och Cape Breton Oilers i American Hockey League (AHL), Kalamazoo Wings och Phoenix Roadrunners i International Hockey League (IHL) och Kingston Canadians i Ontario Hockey League (OHL).
Chychrun draftades av Philadelphia Flyers i andra rundan i 1984 års draft som 37:e spelare totalt.
Han vann Stanley Cup med Pittsburgh Penguins för säsongen 1991–1992.
Chychrun är far till ishockeyspelaren Jakob Chychrun, som spelar för Arizona Coyotes i NHL, och svåger till den före detta ishockeyspelaren Luke Richardson, som spelade i NHL mellan 1987 och 2009.

## Statistik
| 1982–1983  | Nepean Raiders      | CJHL       | 44  | 3 | 10 | 13 | 59  | —  | — | — | — | —  |
| 1983–1984  | Kingston Canadians  | OHL        | 63  | 1 | 13 | 14 | 137 | —  | — | — | — | —  |
| 1984–1985  | Kingston Canadians  | OHL        | 58  | 4 | 10 | 14 | 206 | —  | — | — | — | —  |
| 1985–1986  | Kingston Canadians  | OHL        | 61  | 4 | 21 | 25 | 127 | 10 | 2 | 1 | 3 | 17 |
|            | Hershey Bears       | AHL        | —   | — | —  | —  | —   | 4  | 0 | 1 | 1 | 9  |
|            | Kalamazoo Wings     | IHL        | —   | — | —  | —  | —   | 3  | 1 | 0 | 1 | 0  |
| 1986–1987  | Philadelphia Flyers | NHL        | 1   | 0 | 0  | 0  | 4   | —  | — | — | — | —  |
|            | Hershey Bears       | AHL        | 74  | 1 | 17 | 18 | 239 | 4  | 0 | 0 | 0 | 10 |
| 1987–1988  | Philadelphia Flyers | NHL        | 3   | 0 | 0  | 0  | 4   | —  | — | — | — | —  |
|            | Hershey Bears       | AHL        | 55  | 0 | 5  | 5  | 210 | 12 | 0 | 2 | 2 | 44 |
| 1988–1989  | Philadelphia Flyers | NHL        | 80  | 1 | 4  | 5  | 245 | 19 | 0 | 2 | 2 | 65 |
| 1989–1990  | Philadelphia Flyers | NHL        | 79  | 2 | 7  | 9  | 250 | —  | — | — | — | —  |
| 1990–1991  | Philadelphia Flyers | NHL        | 36  | 0 | 6  | 6  | 105 | —  | — | — | — | —  |
| 1991–1992  | Los Angeles Kings   | NHL        | 26  | 0 | 3  | 3  | 76  | —  | — | — | — | —  |
|            | Phoenix Roadrunners | IHL        | 3   | 0 | 0  | 0  | 6   | —  | — | — | — | —  |
|            | Pittsburgh Penguins | NHL        | 17  | 0 | 1  | 1  | 35  | —  | — | — | — | —  |
| 1992–1993  | Pittsburgh Penguins | NHL        | 1   | 0 | 0  | 0  | 2   | —  | — | — | — | —  |
|            | Los Angeles Kings   | NHL        | 17  | 0 | 1  | 1  | 23  | —  | — | — | — | —  |
|            | Phoenix Roadrunners | IHL        | 11  | 2 | 0  | 2  | 44  | —  | — | — | — | —  |
| 1993–1994  | Edmonton Oilers     | NHL        | 2   | 0 | 0  | 0  | 0   | —  | — | — | — | —  |
|            | Cape Breton Oilers  | AHL        | 41  | 2 | 16 | 18 | 111 | —  | — | — | — | —  |
| NHL totalt | NHL totalt          | NHL totalt | 262 | 3 | 22 | 25 | 744 | 19 | 0 | 2 | 2 | 65 |
| AHL totalt | AHL totalt          | AHL totalt | 170 | 3 | 38 | 41 | 560 | 20 | 0 | 3 | 3 | 63 |
| IHL totalt | IHL totalt          | IHL totalt | 14  | 2 | 0  | 2  | 50  | 3  | 1 | 0 | 1 | 0  |
| OHL totalt | OHL totalt          | OHL totalt | 182 | 9 | 44 | 53 | 470 | 10 | 2 | 1 | 3 | 17 |